# Chiara Pierobon
Chiara Pierobon (Mirano, 21 januari 1993 – Ingolstadt, 1 augustus 2015) was een Italiaanse wielrenster.

## Biografie
Sinds 2013 maakte Pierobon deel uit van de wielerploeg Top Girls Fassa Bortolo. In datzelfde jaar nam ze voor het eerst deel aan de Ronde van Italië voor vrouwen, waarin ze 107e werd. Ook in 2014 en 2015 nam ze deel aan deze ronde en werd respectievelijk 41e en 36e.
Onderweg met haar team naar de Wereldbekerwedstrijd Sparkassen Giro Bochum werd Pierobon onwel en werd overgebracht naar een ziekenhuis in Ingolstadt. Hier overleed ze; waarschijnlijk ten gevolge van een longembolie.